# Götz Eckardt
Götz Eckardt (geb. 7. Mai 1928; gest. 30. September 1992) war ein deutscher Kunsthistoriker und Publizist.

## Leben
Zu Eckardts Leben sind wenig Informationen zu seinem Werdegang zu finden. In einer Dokumentation zur Kunstwissenschaftlichen Gruppe des wissenschaftlichen Aktivs von Anja Tuma findet sich Zu Eckardt folgendes: „Götz Eckardt studiert im dritten Semester Kunstgeschichte an der Universität Greifswald. Er trifft am 12. September 1950 dem Wissenschaftlichen Aktiv bei. Am 14. September bilden die Kunstgeschichtsstudenten Eckardt, Großmann und Schulze-Löscher eine gemeinsame Vermessungsgruppe mit den Architekturstudenten Kraft, Sahl, Voigtmann und Wulf. Noch am selben Tag wird Eckardt von der Vermessungsgruppe abgezogen. Er arbeitet eine Zusammenfassung sicherzustellender Kunstgegenstände aus, die für Sanssouci vorgesehen sind. Eckardt ist an den Vermessungen der Galerie und des Mitteltraktes am Schlüterhof beteiligt. Zusätzlich bildet Eckardt ab dem 16. September 1950 gemeinsam mit Volk die Kontrollgruppe. Ebenso gehört zu seinen Aufgaben die Ordnung des Planarchivs. Eckardt arbeitet noch im März 1951 für das Wissenschaftliche Aktiv…“ Eckardt war Direktor der Verwaltung der Staatlichen Schlösser und Gärten. Er promovierte 1974 mit einer Arbeits über die Bildergalerie von Sanssouci. Eckhardt publizierte hauptsächlich zur brandenburgischen Kunst- und Kulturgeschichte. Ein Schwerpunkt war bei ihm der Berliner Bildhauer Johann Gottfried Schadow. Die Biographie zu Schadow ist sein Hauptwerk. Ein weiterer Schwerpunkt seiner Tätigkeit war Schloss und Park Sanssouci.

## Werke (Auswahl)
- Götz Eckardt: Die Gemälde in der Bildergalerie von Sanssouci, 2. durchges. Aufl., Generaldirektion d. Staatl. Schlösser u. Gärten Potsdam-Sanssouci 1980.
- Ders.: Sanssouci : die Schlösser und Gärten, Fotogr. von Roland Handrick, Verlag 	Henschel, Berlin 1990. ISBN 978-3-362-00498-5
- Ders.: Johann Gottfried Schadow (1764–1850): Der Bildhauer. Leipzig 1990. ISBN 3-363-00408-7
- Ders.: Schicksale deutscher Baudenkmale im zweiten Weltkrieg. Eine Dokumentation der Schäden und Totalverluste auf dem Gebiet der Deutschen Demokratischen Republik, Berlin 1978.
- Ders.: Die Bildergalerie in Sanssouci: zur Geschichte des Bauwerks und seiner Sammlungen bis zur Mitte des 19. Jahrhunderts, Diss. Halle 1974.
- Ders.: Selbstbildnisse niederländischer Maler des 17. Jahrhunderts, Henschel, Berlin 1971.
- Ders.: Die Schönheit der Frau in der europäischen Malerei, Henschel, Berlin 1967.
- Ders.: Verzeichnis der Bauten und Plastiken im Park von Sanssouci: [amtlicher Führer], Staatliche Schlösser und Gärten Potsdam-Sanssouci, 1962.

### Herausgeberschaften
- Götz Eckardt: (Hg.): Johann Gottfried Schadow, Kunstwerke und Kunstansichten. Ein Quellenwerk zur Berliner Kunst- und Kulturgeschichte zwischen 1789 und 1845, kommentierte Neuausgabe der Veröffentlichung von 1849, 3 Bde., Berlin 1987.
- Ders.: (Hg.): Das italienische Reisetagebuch des Prinzen August von Sachsen-Gotha-Altenburg (= Schriften der Winckelmann-Gesellschaft Band 9), Stendal 1985.